# Кузьмин, Илья Дмитриевич
Илья Дмитриевич Кузьмин (1907—1944) — старшина Рабоче-крестьянской Красной Армии, участник Великой Отечественной войны, Герой Советского Союза (1943).

## Биография
Илья Кузьмин родился в 1907 году в Царицыне (ныне — Волгоград). После окончания начальной школы работал матросов, кочегаром на речном баркасе, позднее работал на сталинградском заводе «Красный Октябрь». В феврале 1942 года Кузьмин был призван на службу в Рабоче-крестьянскую Красную Армию и направлен на фронт Великой Отечественной войны. Окончил курсы комсостава. В боях два раза был ранен. К августу 1943 года старшина Илья Кузьмин был старшиной роты 705-го стрелкового полка 121-й стрелковой дивизии 60-й армии Центрального фронта. Отличился во время освобождения Сумской области Украинской ССР.
27 августа 1943 года в ожесточённом бою Кузьмин, несмотря на массированный вражеский обстрел, бесперебойно доставлял боеприпасы на позиции роты, иногда через водные преграды. Когда части его батальона попали в полуокружение, Кузьмин во главе группы из двадцати бойцов переправился через реку Сейм и заставил противника отступить. 5 сентября 1943 года во время боёв за село Пески Бурынского района Кузьмин успешно провёл разведку. В бою у дороги на Бурынь он получил тяжёлое ранение, но продолжал сражаться, пока его не подобрали бойцы его батальона.
Указом Президиума Верховного Совета СССР от 17 октября 1943 года за «образцовое выполнение боевых заданий командования на фронте борьбы с немецкими захватчиками и проявленные при этом мужество и героизм» старшина Илья Кузьмин был удостоен высокого звания Героя Советского Союза. Орден Ленина и Медаль «Золотая Звезда» он получить не успел, так как 26 июня 1944 года погиб в бою на территории Гомельской области Белорусской ССР. Похоронен в деревне Щибрин Рогачёвского района.